# پشته‌های قراردادی
پشته‌های قراردادی (Protocol Stacks) قراردادهای ارتباطی (که بیشتر به پروتکل ارتباطی معروف‌اند) هستند که در شبکه‌های رایانه‌ای برای ارتباط‌گیری بین دو یا چند کامپیوتر سامان‌یافته استفاده می‌گردد. در هر شبکه مجموعه‌ای از پروتکل‌ها به کار گرفته می‌شود. به مجموعه پروتکل‌هائی که در یک شبکه به‌کار می‌رود پشتهٔ قرارداد می‌گویند. برخی از رایج‌ترین پروتکل‌ها عبارت‌اند از:
- آرک‌نت (ARCNET)
- دک‌نت (DECnet)
- ایترنت (Ethernet)
- قرارداد اینترنتی (Internet Protocol یا IP)
- قرارداد کنترل انتقال (Transmission Control Protocol یا TCP)
- قرارداد داده‌نگار کاربر (User Datagram Protocol یا UDP)
- قرارداد کنترل ارتباط (Internet Transmition Control Protocol یا ICMP)
- اپل‌تاک (AppleTalk)
- حلقه علامتی (Token Ring)
- آی.پی.اکس (IPX)
- میانای دادهٔ فیبری توزیع‌شده (Fiber Distributed Data Interface یا FDDI)
- هیپی (HIPPI)
- مایرینت (Myrinet)
- کیو.اس.نت (QsNet)
- حالت انتقال ناهمگام (Asynchronous Transfer Mode یا ATM)
- آر.اس-۲۳۲ (RS-232)
- آی.ای.ای.ای-۴۸۸ (IEEE-488)
- گذرگاه سری عمومی (Universal Serial Bus یا USB)
- آی.ای.ای.ای ۱۳۹۴ که با نامهای iLink و Firewire نیز شناخته می‌شود.(IEEE-1394)
- اکس ۲۵ (X.25)
- قرارداد بازپخش قاب (Frame Relay)
- بلوتوث (Bluetooth)
- آی.ای.ای.ای ۸۰۲.۱۱ (IEEE 802.11)
- معماری سامانه شبکه (System Network Architecture)

برای دیدن فهرست کامل تر به صفحه پروتکل‌های شبکه مراجعه نمایید و برای دیدن فهرست استانداردهای شبکه‌های رایانه‌ای به صفحه آی.ای.ای.ای ۸۰۲ (IEEE 802) مراجعه کنید.